# Skulpturenpark Paneriai

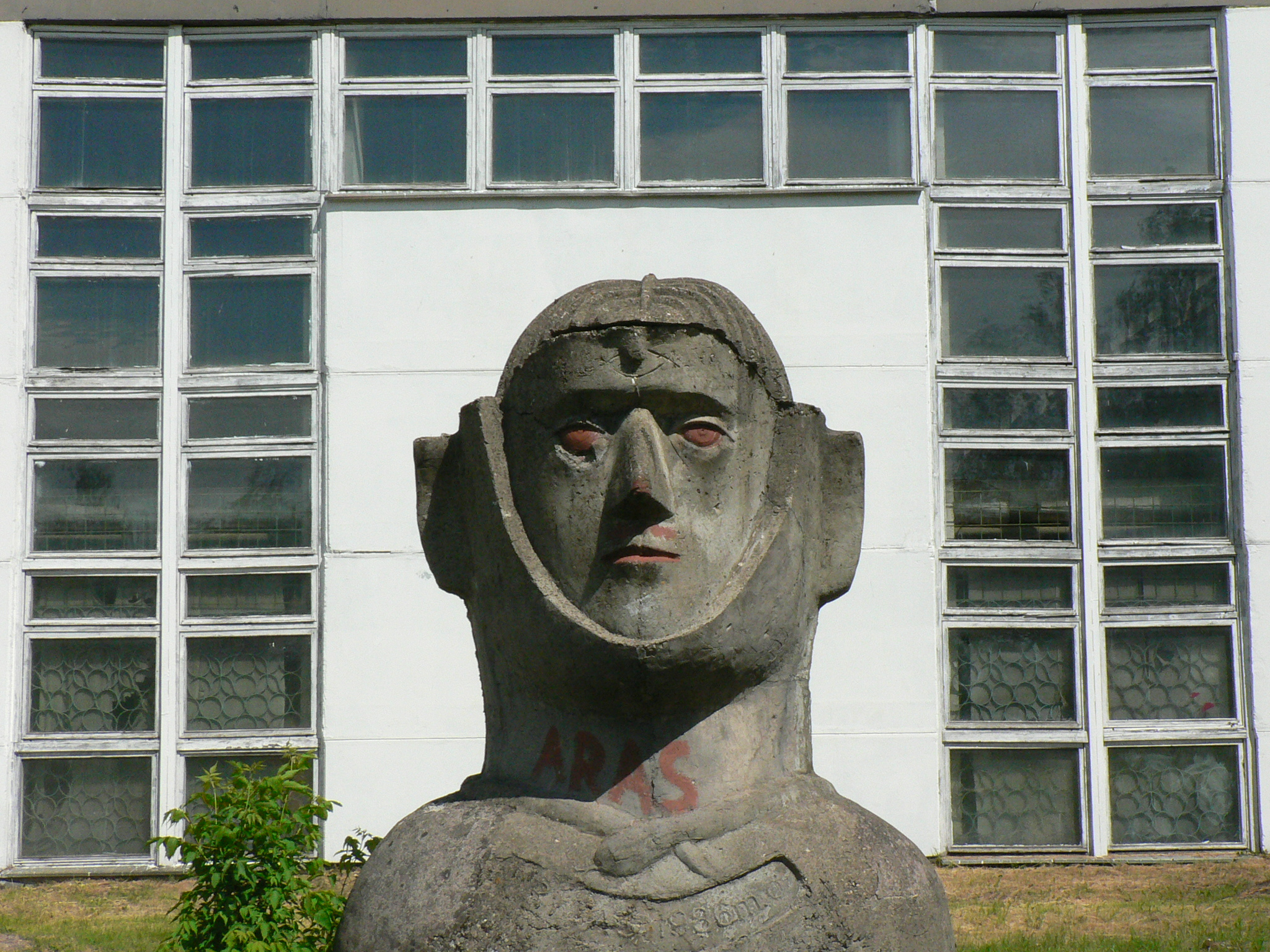
Kęstutis Musteikis „Rytas“

Der Skulpturenpark Paneriai (litauisch: Panerių skulptūrų parkas) ist ein Skulpturenpark in der litauischen Hauptstadt Vilnius, im Stadtteil Aukštieji Paneriai, bei Magistralinis kelias A4 und Kreuzung an der Žarijų-Straße.
Vom Herbst 1985 bis zum Frühling 1986 wurden sechs Skulpturen aus Beton während des Bildhauersymposiums gebaut, davon vier Skulpturen auf der Wiese und zwei im Wald. Das Symposium initiierte der Bildhauer Mindaugas Navakas. Unter den Organisatoren waren die Sektion für junge Bildhauer des Vereins der litauischen Künstler (litauisch: Lietuvos dailininkų sąjunga) und der damalige sowjetlitauische Staatsbetrieb Vilniaus stambiaplokščių namų detalių gamykla. Der Skulpturenpark wurde auf dem Gelände des Betriebs eingerichtet. Der Expositionsdesigner war Architekt Vytautas Jakubauskas.

## Skulpturen
- Ksenija Jaroševaitė „Gulinti“ (beschädigt)
- Kęstutis Musteikis „Rytas“ (gebaut 1986)
- Naglis Nasvytis „Mėnesiena“
- Mindaugas Navakas „Užtvara“
- Vladas Urbanavičius „Rantytas“
- Mindaugas Šnipas „Piliakalnis“[3]